# Laubsdorf
Laubsdorf, niedersorbisch Libanojce, ist ein Ortsteil der Gemeinde Neuhausen/Spree im brandenburgischen Landkreis Spree-Neiße.

## Lage und Erreichbarkeit
Laubsdorf liegt ungefähr zwei Kilometer östlich von Neuhausen und ist über die L 472 mit diesem verbunden sowie mit der L 47 von Spremberg nach Kathlow.

## Orts- und Gutsgeschichte
Das Wort Laubsdorf stammt aus der wendischen Sprache, libanoize. Die Historie des Ortes Laubsdorf hat unmittelbaren Bezug zur Geschichte der Gemarkung als Dorf mit einem klassischen Rittergut. Ort und Gut sollen früher ein Areal von 1630 Morgen gehabt haben. Der Name variiert in alten Urkunden 1488 und 1501 und wird Labensdorf genannt. Zuerst erfolgt eine landesherrliche Belehnung von ½ Laubsdorf an Andreas von Zabeltitz 1536, wenige Jahre danach mit dem ganzen Ort. Dann erscheint für mehrere Generationen die wenig bekannte Adelsfamilie von Streumen. 1591 ist der Erwerb durch Hans von Streumen, für den Kaufpreis von 6000 Thaler. Um 1666 wird namentlich Hansen von Streumen als Grundbesitzer vor Ort geführt. 1675 folgt sein Sohn Hans Caspar von Streumen auf Laubsdorf. Zwischenzeitlich kaufen die von Zabeltitz Laubsdorf zurück und veräußern das Gut für wiederum 11000 Thaler an Henning von Oertzen. Familie von Oertzen ging in Konkurs und so bekamen es 1856 nach 60 Jahre als Eigentum der Familie von Tietzen durch Heirat die von Elterlein, unter anderem vertreten durch Karl Julius von Elterlein. Bald übernimmt die Familie von Kottwitz die Gutsgeschäfte. Laubsdorf gehört zum Güterkomplex im benachbarten Neuhausen und dient vielmals als Nebensitz. Wie in allen Kottwitz-Dörfern im Raum Cottbus beginnt die Genealogie mit dem Landvogt Günther von Kottwitz auf Klinge. Dann bildet sich eine Familienlinie-Neuhausen-Laubsdorf heraus. Der Leutnant Rudolf von Kottwitz, geboren 1806 in Neuhausen, stirbt 1881 in Laubsdorf. Er war mit Luise von Oertzen verheiratet. Ihr zehntes Kind, der Hauptmann Hermann von Kottwitz, folgt als Herr auf Laubsdorf und hat mit seiner Frau Elisabeth von Funcke und den Kindern den Hauptwohnsitz dort.
1822 gehörte selbst der Krug zu Laubsdorf zum Rittergut. Ende des 19. Jahrhunderts beinhaltet das Rittergut Laubsdorf für sich einen Umfang von 416 ha Land, davon sind 100 ha Wald.659 ha aus. Vor dem Ersten Weltkrieg ist eine Witwe von Kottwitz Gutsbesitzerin der damaligen konstanten 426 ha. Im Zeitraum der großen Wirtschaftskrise leitet Hans Wittigo von Kottwitz mit Verwalter Steig die Begüterung. Kottwitz war Leutnant a. D. und hatte 1934 Gunhild Oxholm-Schiewe geheiratet, beide lebten Anfang der 1940er Jahre in ihrer Heimat Dänemark. In der Genealogie wird er nicht mehr als Gutsbesitzer von Laubsdorf bezeichnet.

## Ortsvorsteher und Einwohnerzahlen
Der Ortsvorsteher ist Matthias Vatter, seine Stellvertreter sind Renate Varga und Petra Lehmann.
Der Ortsteil hat 455 Einwohner (Stand 1. Januar 2021).

## Sehenswürdigkeiten
Das vormalige Gutshaus, auch Schloss Laubsdorf, dient nach der denkmalsgerechten Sanierung seit 2013 als Familien-, Dienstleistungs- und Gemeindezentrum für die Gemeinde Laubsdorf.

## Sport
In Laubsdorf war der Sportverein SG Blau-Gelb Laubsdorf ansässig.